# Волгоградский областной комитет КПСС

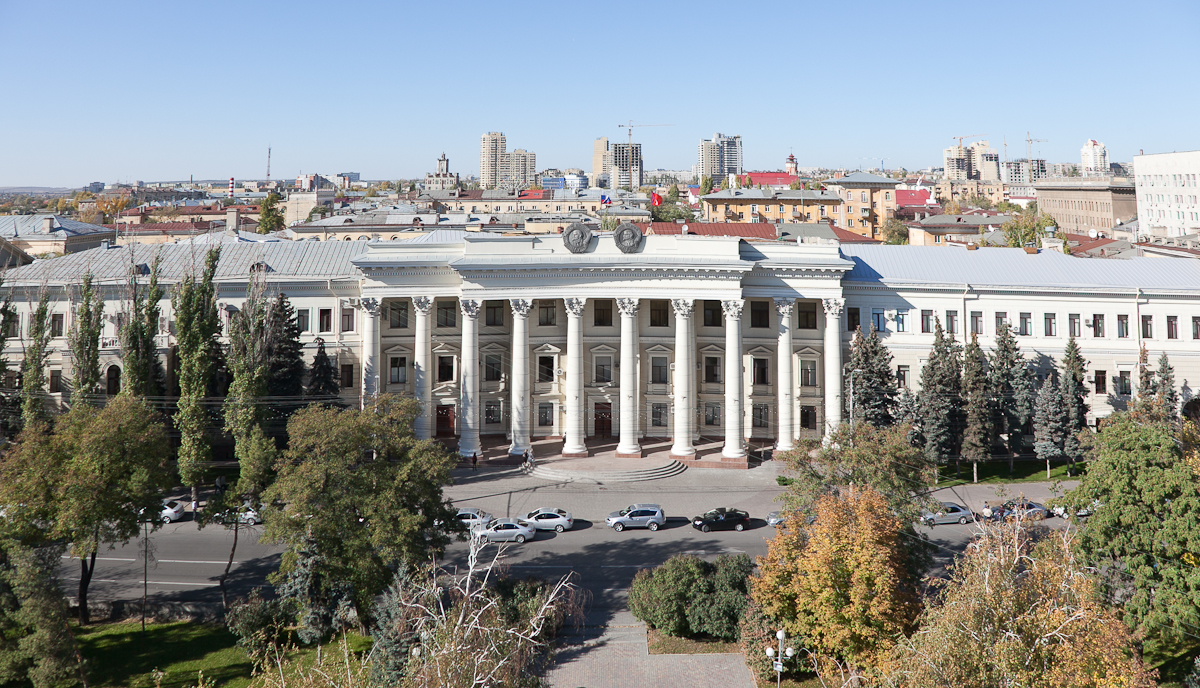
Здание Волгоградского областного комитета КПСС и облисполкома (Волгоград, пр. Ленина, 9)

Сталингра́дский краево́й комите́т ВКП(б) (1934—1936), Сталинградский областной комитет ВКП(б) (1936—1952), Сталингра́дский областно́й комите́т КПСС (1952—1961), Волгогра́дский областно́й комите́т КПСС (1961—1991) — центральный партийный орган, существовавший в Волгоградской области (Сталинградском крае и Сталинградской области) с 1934 по 1991 год.

## История
10 января 1934 года в связи с разделением Нижне-Волжского края образованы два новых края: Саратовский и Сталинградский. В январе 1934 года решением I Сталинградской краевой партийной конференции образован Сталинградский краевой комитет (крайком) ВКП(б).
5 декабря 1936 года была принята новая Конституция СССР. Калмыцкая автономная область была выделена из состава Сталинградского края в самостоятельную Калмыцкую АССР, а край преобразован в Сталинградскую область. В связи с этим крайком преобразован в Сталинградский областной комитет (обком) ВКП(б).
В 1952 году ВКП(б) переименована в КПСС, а орган стал называться Сталинградский областной комитет КПСС.
10 ноября 1961 года Сталинград переименован в Волгоград. В ноябре орган переименован в Волгоградский областной комитет КПСС.
В 1963 году обком был разделён на промышленный и сельский обкомы КПСС. Объединен в соответствии с решением XV Волгоградской областной конференции от 15 декабря 1964 года.
В связи с образованием КП РСФСР был переименован в Волгоградский обком Коммунистической партии РСФСР по постановлению пленума обкома от 9 февраля 1991 года.
Прекратил свою деятельность на основании Указа Президента РСФСР от 6 ноября 1991 года «О деятельности КПСС и КП РСФСР».

## Первые секретари регионального комитета партии
Перечень Первых секретарей регионального комитета коммунистической партии.
Обком (крайком до 1936 года)
КПСС (ВКП(б) до 1952 года)
Волгоградская область (Сталинградская до 1961 года)
| N                                                           | Первый секретарь                                          | Годы жизни                                                | Период руководства                                        | Примечание |                                                           |
| Первые секретари Сталинградского краевого комитета ВКП(б)   | Первые секретари Сталинградского краевого комитета ВКП(б) | Первые секретари Сталинградского краевого комитета ВКП(б) | Первые секретари Сталинградского краевого комитета ВКП(б) | Первые секретари Сталинградского краевого комитета ВКП(б) | Первые секретари Сталинградского краевого комитета ВКП(б) |
| ----------------------------------------------------------- | --------------------------------------------------------- | --------------------------------------------------------- | --------------------------------------------------------- | --- | --------------------------------------------------------- |
| 1                                                           | Владимир Васильевич Птуха                                 | 6 апреля 1894—25 апреля 1938                              | 1934—1935                                                 | |                                                           |
| 2                                                           | Иосиф Михайлович Варейкис                                 | 18 октября 1894—29 июля 1938                              | 1935—1936                                                 | |                                                           |
| Первые секретари Сталинградского областного комитета ВКП(б) |                                                           |                                                           |                                                           | |                                                           |
| 3                                                           | Борис Александрович Семёнов                               | 22 января 1890—29 октября 1937                            | 1936—1937                                                 | |                                                           |
| 4                                                           | Пётр Иванович Смородин                                    | январь 1897—25 февраля 1939                               | 1937—1938                                                 | |                                                           |
| 5                                                           | Алексей Семёнович Чуянов                                  | 1905—30 ноября 1977                                       | 1938—1946                                                 | |                                                           |
| 6                                                           | Василий Тимофеевич Прохватилов                            | 1902—1983                                                 | 1946—1948                                                 | |                                                           |
| 7                                                           | Иван Тимофеевич Гришин                                    | 1911—23 ноября 1985                                       | 1948—1955                                                 | с 1952 года — Первый секретарь Сталинградского обкома КПСС |                                                           |
| 8                                                           | Иван Кузьмич Жегалин                                      | 1906—13 апреля 1984                                       | 1955—1960                                                 | |                                                           |
| Первые секретари Сталинградского областного комитета КПСС   |                                                           |                                                           |                                                           | |                                                           |
| 9                                                           | Алексей Михайлович Школьников                             | 15 января 1914—7 февраля 2003                             | 1960—1963                                                 | был руководителем до 1965 года |                                                           |
| Первые секретари Волгоградского областного комитета КПСС    |                                                           |                                                           |                                                           | |                                                           |
|                                                             | Алексей Михайлович Школьников                             | 15 января 1914—7 февраля 2003                             | 1963—1964                                                 | Первый секретарь Волгоградского сельского обкома КПСС |                                                           |
| 10                                                          | Константин Константинович Чередниченко                    | 16 июля 1920 -- 13 мая 1991                               | 1963—1964                                                 | Первый секретарь Волгоградского промышленного обкома КПСС |                                                           |
|                                                             | Алексей Михайлович Школьников                             | 15 января 1914—7 февраля 2003                             | 1964—1965                                                 | |                                                           |
| 11                                                          | Леонид Сергеевич Куличенко                                | 15 ноября 1913—22 мая 1990                                | 1965—1984                                                 | |                                                           |
| 12                                                          | Владимир Ильич Калашников                                 | 1929—7 сентября 2008                                      | 1984—1990                                                 | |                                                           |
| 13                                                          | Вячеслав Григорьевич Роньшин                              | родился в 1938                                            | 1990                                                      | |                                                           |
| 14                                                          | Александр Михайлович Анипкин                              | 22 июня 1940 - 26 февраля 2014                            | 1990—1991                                                 | Впервые в СССР был избран первым секретарём обкома не на организационном пленуме, а на конференции, которая транслировалась в прямом эфире 15 марта 1990 года. |                                                           |